# Pão de açúcar

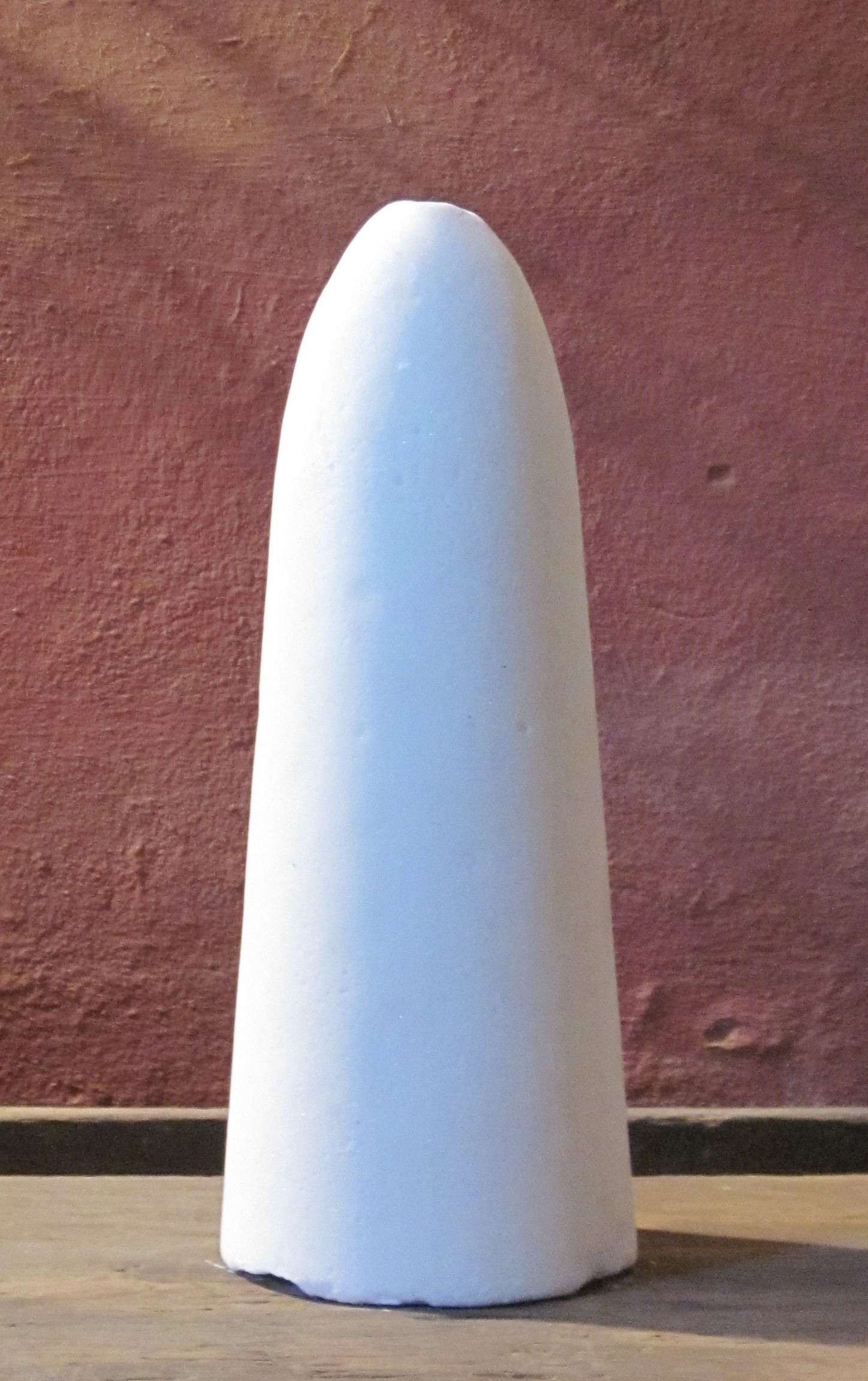
Um pão de açúcar.

Pão de açúcar era a forma usual em que o açúcar refinado era produzido e vendido até o final do século XIX, quando os açúcares granulados e em cubo foram introduzidos. Um cone alto com um topo arredondado era o produto final de um processo no qual o açúcar bruto rico em melado escuro, importado de regiões de cultivo de cana-de-açúcar, como o Caribe e o Brasil, era refinado em açúcar branco.

## História
O registro mais antigo até hoje parece ser o século XII na Jordânia, embora a referência a um cone de açúcar seja encontrada na obra Al-Akhbar al-Muwaffaqiyyat do século IX do historiador árabe al-Zubayr ibn Bakkar. Na Europa, eles foram feitos na Itália a partir de 1470, na Bélgica em 1508, na Inglaterra em 1544, na Holanda em 1566, na Alemanha em 1573 e na França em 1613.
Até meados do século XIX, o governo britânico usava um sistema de impostos punitivos para tornar impossível para seus produtores coloniais no Caribe refinar seu próprio açúcar e fornecer à Grã-Bretanha açúcar refinado. Anteriormente, a indústria de Amsterdã tinha sido igualmente protegida da importação de açúcar branco da Índia.

## Processo

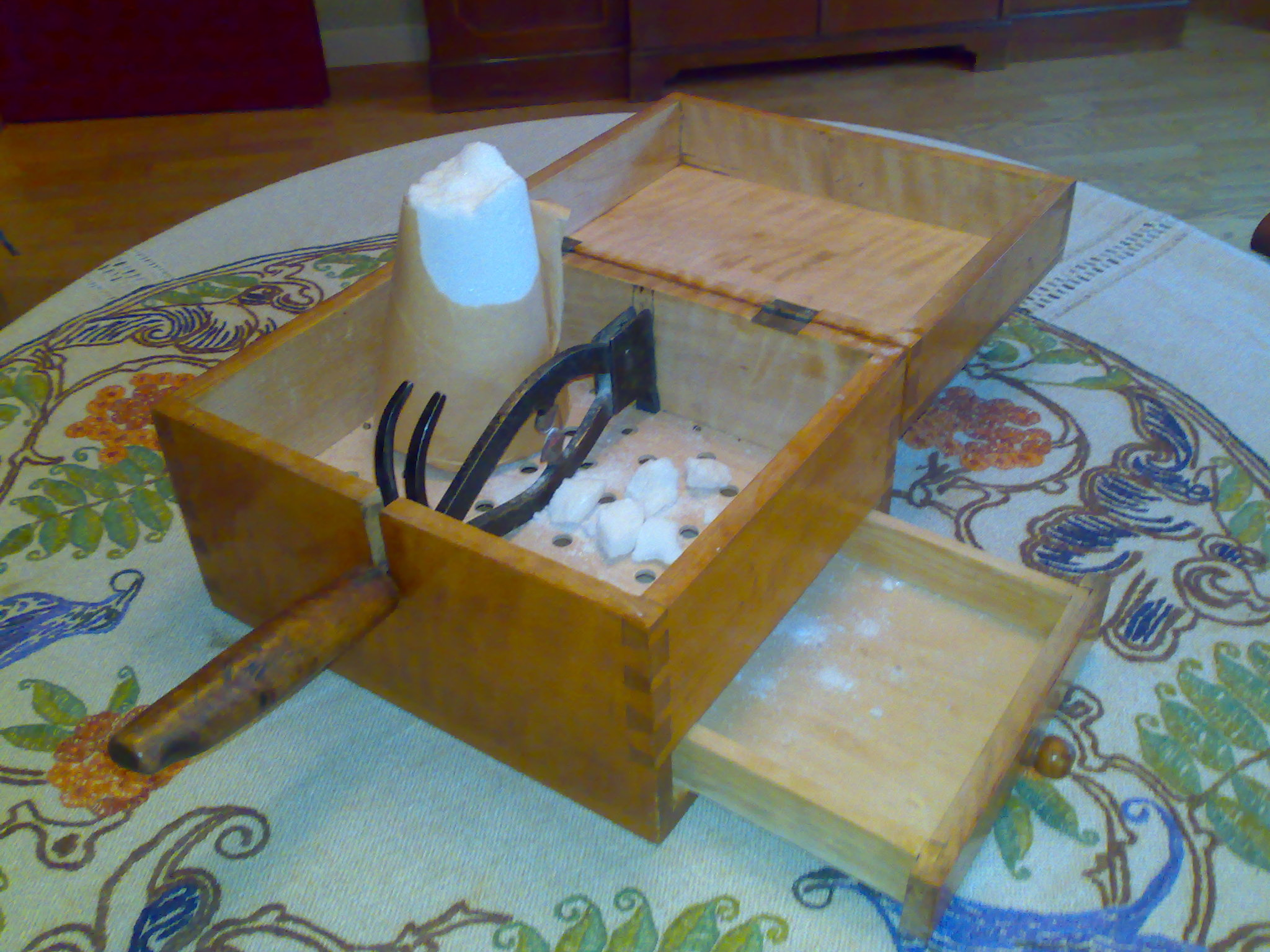
Caixa que era usada para cortar os pães de açúcar.

O açúcar bruto era refinado por uma série de processos de ebulição e filtragem. Quando, na fervura final, era considerado pronto para granulação e era derramado em vários de moldes cônicos invertidos, geralmente feitos de barro marrom ou chapas de ferro com um tratamento interno de deslizamento ou pintura. Nos dias que se seguiam, a maior parte do xarope escuro e da matéria não cristalina era drenada através de um pequeno buraco no fundo do molde para o pote de coleta. Para melhorar a brancura do açúcar, aplicações repetidas de uma solução de argila branca ou de açúcar de pão dissolvido em água morna eram aplicadas na extremidade larga do pão. Isto drenava lentamente através do pão, unindo-se prontamente com qualquer melaço restante ou outro material corante e removendo-o para o pote coletor. Os pães eram então retirados dos moldes, secados em uma sala de fogão que continha centenas de pães, cortados em sua forma final e embrulhados, geralmente, em papel azul para aumentar sua brancura.